# روجر لي (مهندس معماري)
روجر لي (بالإنجليزية: Roger Lee) هو مهندس معماري أمريكي، ولد في 1920 في أوكلاند في الولايات المتحدة، وتوفي في 1981.